# Café del Mar (chanson)
Pour l’article homonyme, voir Café del Mar.
Café del Mar est une chanson de trance composée par Energy 52 parue en 1993. Elle est intitulée d'après un bar d'Ibiza, le Café del Mar. La mélodie se base sur Struggle for Pleasure (1983) de Wim Mertens.
La chanson a été remixée à de nombreuses reprises, notamment par Three 'N One, Oliver Lieb, Nalin & Kane, Marco V et Kid Paul.
Café del Mar figure sur la bande originale du film Human Traffic (1999).
En 2011, la chanson a été élue en première place d'un top des « 20 meilleures chansons dance » sorties entre 1990 et 2010 à la suite d'un sondage sur la BBC Radio 1.